# Бигвава, Беслан Владимирович
Бигвава Беслан Владимирович (абх. Беслан Бигәаа Владимир-иԥа; род. 28 июля 1971, Ткварчели, Ткварчельский район, Абхазская АССР, СССР) — абхазский государственный деятель. Нынешний вице-президент Республики Абхазия со 2 апреля 2025 года. Глава администрации Очамчырского района Республики Абхазия (2021—2025).

## Биография
Родился 28 июля 1971 года в городе Ткварчели Абхазской АССР. По национальности Абхаз.
В 1988 году окончил Очамчирскую среднюю школу № 4.
После окончания школы поступил в Ивановский сельскохозяйственный институт.
В 1990 году перевёлся в Восточно-украинский государственный университет на факультет машиностроения.
Участвовал в войне в Абхазии 1992—1993 годов. После перемирия был в составе батальона Восточного фронта.
После окончания войны принимал участие в восстановлении Очамчырского государственного хлебозавода, где и проработал год, после чего занялся бизнесом в Абхазии.
В 1998 году окончил тот же университет по специальности «Автомобили и автомобильное хозяйство».
В 1999 году переехал в Москву. Является мастером спорта по вольной борьбе.
12 апреля 2021 года был назначен обязанности главы Администрации Очамчырского района.
Со 2 апреля 2025 года является вице-президентом Республики Абхазия.

## Личная жизнь
Женат, отец троих сыновей.